# Erica empetrina
Erica empetrina är en ljungväxtart som beskrevs av Carl von Linné. Erica empetrina ingår i släktet klockljungssläktet, och familjen ljungväxter. Inga underarter finns listade i Catalogue of Life.